# Théâtre des Pays-Bas de la guerre de la Première Coalition
 (février 2025).
Batailles
Le théâtre des Pays-Bas de la guerre de la Première Coalition, communément désignée sous le nom de campagne de Flandre, se déroula entre le 20 avril 1792 et le 7 juin 1795. Ce fut une succession de batailles menées sur le territoire des Pays-Bas, alors partie intégrante des possessions des Habsbourg. Cette période de conflit coïncide avec les premières années de la guerre opposant la France révolutionnaire aux puissances coalisées. À mesure que la Révolution française se radicalisait, la Convention nationale, ainsi que ses précurseurs, entreprirent de briser les chaînes du pouvoir de l'Église catholique, dans un premier temps en 1790, puis d'abolir la monarchie en 1792, culminant avec l'exécution de Louis XVI en 1793. L'ambition des révolutionnaires était de diffuser les idéaux de la Révolution au-delà des frontières de la République, recourant, si nécessaire, à la force militaire pour étendre cette nouvelle ère. En réaction, une coalition d'États réactionnaires, désireux de préserver l'Ancien Régime, s'unirent dans la Première Coalition. Cette alliance regroupait, entre autres, l'Autriche des Habsbourg, comprenant les Pays-Bas méridionaux, la Prusse, la Grande-Bretagne, les Provinces-Unies, ainsi que d'autres entités comme le Hanovre et Hesse-Cassel. Ces nations mirent en place des forces militaires tout le long des frontières françaises, menaçant d'envahir la République et de restaurer la monarchie par la force. Les affrontements militaires, menés notamment sur les frontières des Pays-Bas et de l'Allemagne, constituèrent le principal théâtre des opérations de la guerre de la Première Coalition jusqu'en mars 1796. Ce n'est qu'à cette date, lorsque Napoléon Bonaparte prit le commandement des armées françaises sur le front italien, que la dynamique du conflit prit un tournant décisif.
Les incursions des forces françaises entre avril et juin 1792 dans les Pays-Bas autrichiens se soldèrent par un échec retentissant, conduisant les révolutionnaires radicaux, frustrés par cette débâcle, à démettre le roi de ses fonctions en août de la même année. Cependant, un retournement inattendu se produisit à la bataille de Jemappes en novembre 1792, où l'armée française remporta une victoire décisive. Cette réussite fut néanmoins suivie, en mars 1793, par une victoire majeure de la coalition à Neerwinden. À la suite de cette première phase de combats, les forces françaises les plus conséquentes se rassemblèrent le long de la frontière franco-flamande, où une armée combinée des puissances ennemies — composée de troupes anglo-hanovriennes, hollandaises, hessoises, impériales autrichiennes et prussiennes (pour celles se trouvant au sud de la Sambre) — se mesurait à l'armée républicaine du Nord. Plus au sud, deux autres armées françaises, celles des Ardennes et de la Moselle, se maintenaient face à l'adversaire. Bien que les forces alliées remportassent plusieurs victoires initiales, elles ne parvinrent pas à franchir les fortifications frontalières françaises. Les troupes de la coalition, à l'issue de plusieurs revers, se virent finalement contraintes de se replier, à la suite d'une série de contre-offensives menées par les armées républicaines et de la décision, prise par l'Autriche en mai 1794, de redéployer l'ensemble de ses forces militaires vers la Pologne.
Les Alliés établirent un nouveau front dans le sud des Pays-Bas et de l'Allemagne, mais, en raison de la pénurie de vivres et du retrait stratégique des Prussiens, ils se virent contraints de poursuivre leur retraite pendant l'hiver rigoureux de 1794-1795. Les troupes autrichiennes se replièrent vers le Bas-Rhin, tandis que les Britanniques se retirèrent vers Hanovre, d'où ils furent finalement évacués. Les armées françaises, victorieuses, bénéficièrent de l'appui des patriotes des Provinces-Unies, ainsi que des dissidents du sud des Pays-Bas, qui avaient précédemment dû se réfugier en France après l'échec de leurs révolutions respectives, en 1787 dans le nord et entre 1789 et 1791 dans le sud. Ces patriotes revinrent alors sous les bannières de la République française, se faisant appeler « Bataves » et « Belges », afin de « libérer » leurs terres. L'armée républicaine poursuivit son avancée jusqu'à Amsterdam, et, dès le début de 1795, remplaça la République hollandaise par un État client, la République batave. Simultanément, les Pays-Bas autrichiens et la Principauté de Liège furent annexés à la République française.
La Prusse et la Hesse-Cassel reconnurent la victoire française ainsi que ses gains territoriaux par le traité de paix de Bâle en 1795. L'Autriche, quant à elle, ne reconnut la perte des Pays-Bas méridionaux qu'en 1797, lors de la signature du traité de Leoben, puis du traité de Campo-Formio. Le stathouder hollandais Guillaume V, prince d'Orange, qui s'était exilé en Angleterre, s'abstint d'abord de reconnaître la République batave. Par les Lettres de Kew, il ordonna même que toutes les colonies hollandaises acceptent temporairement l'autorité britannique à leur place. Ce n'est qu'en 1801, à travers les Lettres d'Oranienstein, qu'il accorda sa reconnaissance à la République batave et que son fils Guillaume-Frédéric accepta la principauté de Nassau-Orange-Fulda en guise de compensation pour la perte du stathoudérat héréditaire.

## Contexte

### La France, la Grande-Bretagne et la République néerlandaise
À l’issue de la guerre d'indépendance des États-Unis, dans les premières années des années 1780, la France, fidèle à sa politique de soutien aux rébellions contre l'Empire britannique, apporta une aide financière considérable aux treize colonies américaines, dans l'espoir de les voir se libérer de la domination anglaise. Bien que l'Angleterre dut, en 1783, reconnaître l'indépendance des États-Unis, ce succès diplomatique pour la France entraîna de lourdes conséquences économiques. En effet, la monarchie bourbonienne, en raison de l'ampleur des crédits consentis, se retrouva en proie à une dette colossale. L'accord d'Eden, signé en 1786, mit fin à la guerre économique qui opposait les deux puissances, offrant une relative possibilité de rétablissement pour les deux nations. Cependant, les conditions de cet accord se révélèrent particulièrement désavantageuses pour la France, semant le germe du ressentiment dans les esprits.

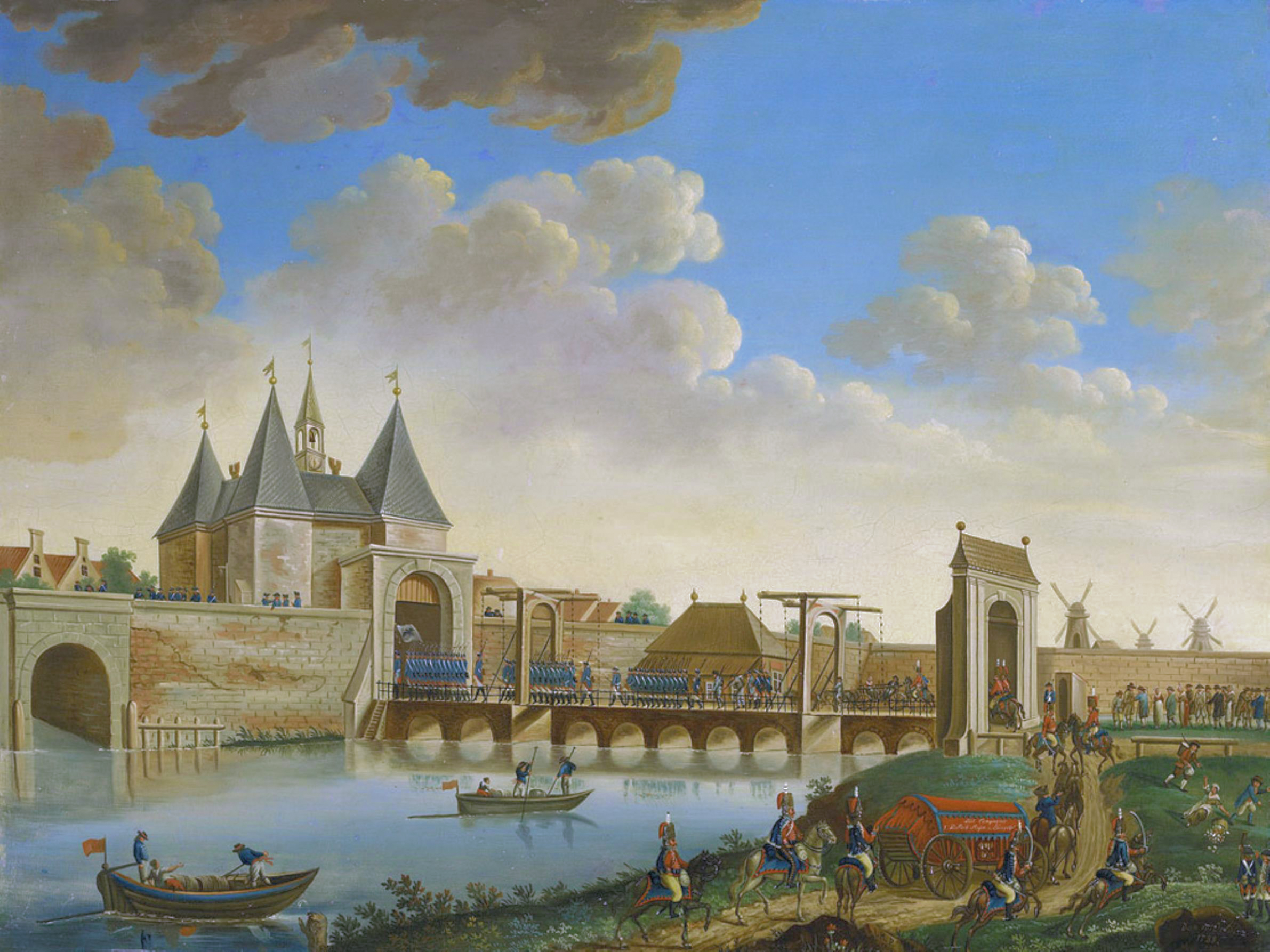
Entrée des troupes prussiennes à Amsterdam en 1787

Guillaume V ne parvint à contenir la révolte des Patriotes qu'après bien des peines, et ce, grâce à l'intervention décisive des puissances prussienne et britannique en 1787. Cette aide permit l'exil de nombreux Patriotes en France. Les alliés anglo-prussiens de Guillaume lui octroyèrent la possibilité de préserver la Maison d'Orange et de consolider son autorité en renforçant son régime autoritaire de stathouder, notamment par l'Acte de Garantie en avril 1788. Avec la signature de la Triple Alliance en août 1788, les Provinces-Unies se trouvèrent, de facto, placées sous la protection des puissances anglo-prussiennes. Lorsque la Révolution française éclata, au printemps 1789, la Grande-Bretagne et la République des Provinces-Unies adoptèrent d'abord une posture de neutralité envers la révolution en France, se retirant temporairement de l'arène internationale pour résoudre leurs propres préoccupations internes. Malgré les propositions des révolutionnaires des Pays-Bas du Sud, qui en mai 1789 et au début de 1790 suggérèrent l'unification des Pays-Bas sous la houlette de la Maison d'Orange, Guillaume, stathouder du Nord, repoussa fermement ces avances et déclina toute implication dans cette entreprise.

### Pays-Bas du Sud, Autriche et Prusse
Alors que la Révolution française battait son plein, des bouleversements politiques concomitants se préparaient dans les Pays-Bas autrichiens, où l’empereur Joseph II, depuis 1787, cherchait à imposer un ensemble de réformes politiques, se heurtant à l’opposition résolue de la noblesse et du clergé conservateurs. Le révolutionnaire Henri van der Noot, dans une tentative infructueuse, avait sollicité en mai 1789 l’intervention militaire des tribunaux orangistes et britanniques dans les Pays-Bas méridionaux, afin d'expulser les troupes autrichiennes des Habsbourg. Si la Prusse manifesta un intérêt limité à cette requête, elle repoussa les idéaux révolutionnaires tout en y voyant l’opportunité d'affaiblir son rival habsbourgeois. La situation atteignit son paroxysme le 18 juin 1789, lorsque Joseph II, par un coup de force, abolissait les États généraux, révoquant simultanément tous les privilèges de la noblesse. En réponse à cette mesure, l’archevêque Jean-Henri de Frankenberg appela à une résistance armée afin de défendre les prérogatives de l’Église catholique. Dès lors, la société secrète Pro aris et focis, fondée par Jean-François Vonck et Jean-Baptiste Verlooy, entreprit le recrutement de troupes destinées à constituer une armée rebelle. Parmi ces patriotes, certains, exilés du Nord, se joignirent aux rangs à Bruxelles. L’intensification de la Révolution française au sud, combinée à l’éruption de la Révolution liégeoise dans la Principauté-évêché de Liège en août 1789, créa un contexte propice à l’éclatement de la Révolution brabançonne, qui se manifesta pleinement en octobre 1789 dans les Pays-Bas autrichiens. Cette insurrection culmina avec la victoire des forces rebelles brabançonnes à la bataille de Turnhout. En janvier 1790, les patriotes révolutionnaires menés par Van der Noot et Vonck contrôlaient la majorité des Pays-Bas méridionaux, proclamant la naissance des États belgiques unis aux côtés de la République de Liège. Ces deux républiques insurgées bénéficièrent, de manière officieuse, de la protection d’une armée prussienne, stationnée à Liège, afin de parer à toute tentative de restauration autrichienne.
Cependant, à l'exception de la modeste force prussienne, aucune puissance étrangère ne se porta au secours du jeune régime politique belge. Bien que de nombreux révolutionnaires bruxellois arborassent des cocardes orange en janvier et février 1790, dans l'espoir de voir se réaliser l'union des Pays-Bas du Nord et du Sud sous la Maison d'Orange, Guillaume V manifesta une nouvelle fois son indifférence. De surcroît, les divisions internes au sein de la rébellion brabançonne conduisirent promptement à un affrontement entre les statistes conservateurs, sous la houlette de Van der Noot, et les vonckistes libéraux, qui furent évincés. Finalement, après le décès de Joseph II et l'avènement de son frère Léopold II, une réconciliation eut lieu entre ce dernier et Frédéric-Guillaume II de Prusse, scellée par le traité de Reichenbach du 27 juillet 1790, dans un contexte de crainte commune face à une menace française imminente, incitant les deux puissances à une coopération. Sous l'effet de pressions diplomatiques anglo-autrichiennes, les troupes prussiennes furent retirées de Liège, afin de permettre une restauration autrichienne. La trêve de Vienne, conclue en septembre avec les Ottomans, libéra 30 000 soldats pour une expédition dans les Pays-Bas méridionaux, mettant fin aux États-Unis belges et à la République de Liège en janvier 1791. La majorité des statistes se réconcilièrent alors avec le gouvernement conservateur de Léopold II. Toutefois, la ferveur révolutionnaire ne s'était pas éteinte. Ainsi, lorsque les forces républicaines françaises envahirent le Sud en novembre 1792, les patriotes liégeois et vonckistes apportèrent leur soutien à la conquête française. Environ 2 500 émigrés liégeois et hollandais du Sud combattirent aux côtés des Français lors de la bataille de Jemappes.
Ernst Kossmann (1986) a observé que, in fine, l'ensemble du conflit entre le Nord et le Sud se solda par une conclusion similaire : l'armée prussienne se heurta à une résistance aussi négligeable dans la République néerlandaise que l'armée autrichienne en Belgique. De manière analogue, tout comme le régime orangiste restauré transforma les Patriotes en fervents partisans de la France, les Vonckistes, exilés en France, oublièrent les racines nationalistes de leur mouvement et, finalement, accueillirent la révolution étrangère dans leur pays avec une joie non dissimulée. L'événement majeur des années suivantes résida dans la dénationalisation de la faction réformiste démocratique, issue du nationalisme, un phénomène qui marqua profondément l'évolution politique de la période.

## Déclenchement de la guerre
Pendant ce temps, l'échec de la fuite du roi Louis XVI et de son épouse Marie-Antoinette à Varennes, en juin 1791, exacerba les sentiments anti-royalistes et républicains, contribuant à radicaliser davantage la Révolution française. Une fois les différends entre les puissances européennes réglés et les révoltes du Brabant et de Liège écrasées dans les Pays-Bas méridionaux, l'Autriche et la Prusse portèrent leur attention sur la France. Le 27 août 1791, elles publièrent la Déclaration de Pillnitz, dans laquelle elles affirmaient qu'il était dans « l’intérêt commun de tous les souverains d’Europe » que la famille royale française ne subisse aucun préjudice, menaçant, en cas de nécessité, d'une intervention militaire afin de préserver la monarchie. Les Girondins, alors à la tête de l'Assemblée législative, cherchaient à étendre la révolution au-delà des frontières de la France et à affaiblir le pouvoir des monarchies européennes. De son côté, Louis XVI nourrissait l'espoir que, si la France venait à être défait par l'Autriche et la Prusse, alors une restauration de ses pouvoirs absolus pourrait être envisagée. Ces deux puissances, ayant signé une alliance défensive le 7 février 1792, entrèrent en guerre contre la France le 20 avril de la même année, soutenues par l'Assemblée girondine. La Prusse se joignit immédiatement à son alliée autrichienne dans cette lutte contre la République naissante. Tandis que la Grande-Bretagne et les Provinces-Unies tentaient de maintenir une posture de neutralité, le gouvernement britannique se montrait de plus en plus préoccupé par la sécurité des Provinces-Unies.
Le commandement général des forces alliées était assuré par le prince Frédéric Josias de Saxe-Cobourg-Saalfeld, un noble autrichien, qui exerçait sa fonction sous l'autorité de l'empereur François II. Il était secondé par un état-major composé de conseillers autrichiens, qui, de concert avec le ministre des Affaires étrangères autrichien, Johann, baron Thugut, formaient le cœur de la direction stratégique. Lorsque la Grande-Bretagne entra en guerre en 1793, le duc d'York fut contraint de se conformer aux objectifs définis par le ministre britannique des Affaires étrangères, Henry Dundas. Dès lors, les décisions militaires prises au cours de la campagne alliée furent nécessairement influencées et modérées par les impératifs politiques des cours de Vienne et de Londres.
Face aux Alliés, les armées de la République française se trouvaient dans un état de confusion notable ; d'anciens soldats de l'Ancien Régime combattaient aux côtés de novices, animés par l'ardeur révolutionnaire des représentants en mission. Une grande partie des officiers de la vieille classe militaire avait émigré, laissant la cavalerie, en particulier, dans un état de désordre. L'artillerie, moins affectée par l'émigration, demeurait cependant intacte. Les difficultés s'intensifièrent avec l'introduction de la conscription de masse, la levée en masse, en 1793. Les commandants français, tiraillés entre la nécessité de préserver la sécurité des frontières et les appels à la victoire — qui étaient censés garantir la protection du régime parisien — se retrouvaient, d'autre part, confrontés à la réalité de l'état déplorable de leurs forces armées. De plus, leur position était rendue encore plus précaire par la constante méfiance des représentants. L'échec ou la trahison, dans un tel contexte, étaient synonymes de la guillotine, instrument de la répression sans égard pour les rangs militaires.

## Campagne de 1792

### Les premiers désastres français
Les premières escarmouches sur le front septentrional se déroulèrent lors des batailles de Quiévrain et de Marquain, du 28 au 30 avril 1792, période durant laquelle les armées révolutionnaires françaises, insuffisamment préparées, furent promptement repoussées des Pays-Bas autrichiens. Les révolutionnaires, contraints à une défense acharnée, durent abandonner Verdun et ne parvinrent à sauver Thionville qu’à grand-peine, avant que, dans un retournement inattendu, la défaite de la Coalition à Valmy, le 20 septembre 1792, ne fît basculer le cours des événements. Cette victoire, aussi impromptue qu’inespérée, offrit aux forces révolutionnaires un nouvel élan, leur permettant de nourrir l’espoir d’une invasion vers le nord. Forts de ce regain d’ardeur, les révolutionnaires prirent la décision d’abolir définitivement la monarchie et de proclamer, dès le jour suivant, la Première République française.

### Bataille de Jemappes et retraite autrichienne

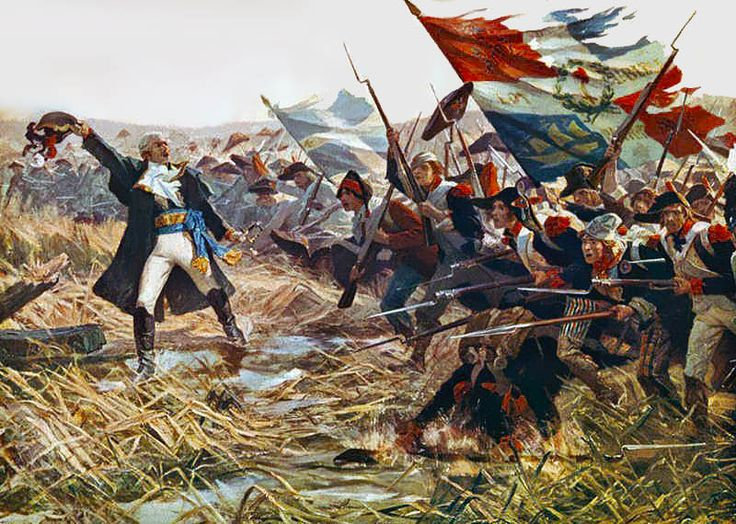
Peinture du XIX^{e} siècle romantisant la bataille de Jemappes.

Le 6 novembre 1792, le général français Charles-François Dumouriez remporta avec brio une victoire inopinée contre les forces impériales dirigées par le duc de Saxe-Teschen et le général Clerfayt lors de la bataille de Jemappes. Ce triomphe permit à l’armée française de progresser sans rencontrer une résistance notable à travers la majeure partie des Pays-Bas autrichiens ainsi que la Principauté épiscopale de Liège, territoires correspondant approximativement à l’actuelle Belgique. À la faveur de cette avancée fulgurante, Dumouriez, observant le repli des troupes autrichiennes, conçut l’audacieux dessein de profiter de l’alliance avec les patriotes exilés pour ébranler la fragile République néerlandaise en lançant une offensive hardie vers le nord. Simultanément, une seconde division française placée sous le commandement de Francisco de Miranda manœuvrait contre les forces autrichiennes et hanovriennes dans la partie orientale de la Belgique.
Le gouvernement français émit, le 16 novembre, une déclaration solennelle visant à lever l’obstacle séculaire à la navigation sur l’Escaut et à en permettre la libre circulation, après plus de deux siècles de restrictions. Par cette proclamation, les autorités républicaines réaffirmaient également le droit des armées françaises de poursuivre les troupes autrichiennes jusque sur des territoires réputés neutres. Peu de jours après, le 19 novembre, un décret fut promulgué stipulant que la République française offrirait son appui à ceux qui, au-delà de ses frontières, aspireraient à la liberté et à l'émancipation révolutionnaire. Ces actes, assortis des premières incursions françaises sur le territoire des Provinces-Unies, furent perçus par le gouvernement britannique comme une atteinte flagrante à la souveraineté et à la neutralité des Pays-Bas, incitant Londres à préparer activement une riposte militaire. Parallèlement, Guillaume V, stathouder des Provinces-Unies, s'était rallié à la coalition anti-française, justifiant aux yeux de Paris l'invasion du Pays de la Généralité. Ainsi, au mois de décembre 1792, les forces françaises, sous le commandement de Francisco de Miranda, s'emparèrent de la ville de Ruremond.

## Campagne de 1793

### L'invasion de la République hollandaise par Dumouriez

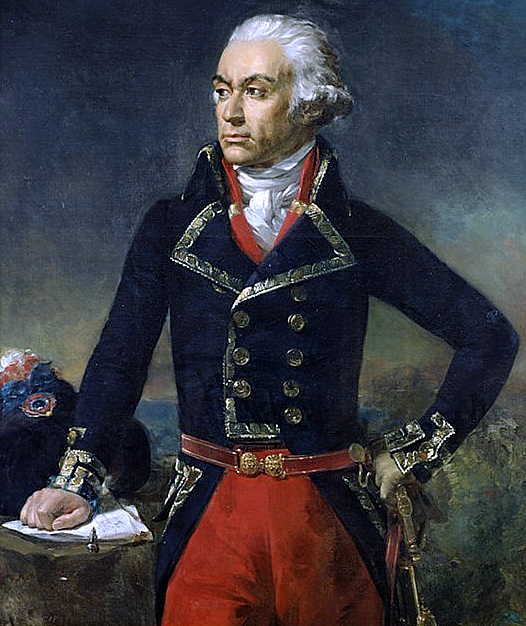
Général Dumouriez. Tableau de 1834 de Jean-Sébastien Rouillard

L’exécution du monarque Louis XVI, survenue le 21 janvier 1793, éveilla avec intensité les appréhensions des souverains européens, lesquels redoutaient de devenir, à leur tour, les victimes de cette entreprise révolutionnaire sans précédent. Le régime républicain proclamé en France, animé d’une fougue belliqueuse, déclara officiellement la guerre à la Grande-Bretagne et aux Provinces-Unies dès le 1er février 1793, étendant peu après son hostilité à l’Espagne. Au cours de cette même année, une multitude de puissances européennes s’érigèrent contre la France. Le Saint-Empire romain germanique, la Sardaigne, le Portugal, le royaume de Naples ainsi que le grand-duché de Toscane se liguèrent pour contrer l’élan expansionniste et subversif de la République. Cette levée d’hostilités donna naissance à un vaste concert de forces coalisées, décidé à étouffer l’incendie révolutionnaire qui menaçait l’ordre monarchique établi. Les armées alliées se déployèrent alors sur toutes les frontières de la République, mais ce fut principalement dans les Flandres, à la frontière franco-belge, que se jouèrent les engagements les plus décisifs. Cette région, de par sa position stratégique, devint le théâtre d’opérations militaires d’une intensité inouïe, les coalisés y espérant une pénétration décisive en territoire français. Le Premier ministre britannique, William Pitt le Jeune, se fit le champion de cette croisade monarchique en s’engageant à financer généreusement la Première Coalition. Son dessein était d’unifier les efforts des États alliés en dotant leurs armées des moyens matériels et financiers nécessaires à l’écrasement des armées républicaines. Ainsi, l’année 1793 s’inscrit comme l’un des moments les plus périlleux pour la jeune République française, confrontée à une menace simultanée sur l’ensemble de ses frontières.
Aux Pays-Bas, l’objectif immédiat des puissances alliées résidait dans l’expulsion des forces françaises de la République batave, correspondant aux Pays-Bas actuels, ainsi que des Pays-Bas autrichiens, territoire assimilé à la Belgique contemporaine. À la suite de cette entreprise, il était projeté de marcher sur Paris afin de mettre un terme à l’expérience française du gouvernement républicain, perçue comme tumultueuse et sanguinaire. L’Autriche et la Prusse, bien que partageant ardemment cette ambition, se trouvaient entravées par une disette financière. La Grande-Bretagne, pour sa part, consentit à engager un investissement substantiel d’un million de livres sterling, destiné à subvenir aux frais d’une imposante armée autrichienne déployée sur le théâtre des opérations, ainsi qu’à un corps auxiliaire plus modeste, composé de troupes hanovriennes. Par ailleurs, elle dépêcha un contingent expéditionnaire qui finit par regrouper environ vingt mille soldats britanniques, placés sous la conduite du duc d’York, fils cadet du souverain britannique. Cependant, dans les prémices de cette intervention, les effectifs demeurèrent modestes : en février 1793, seulement mille cinq cents soldats britanniques mirent pied à terre à York.
Dans la partie septentrionale de ce théâtre d'opérations, le  prince de Cobourg,, par une série de victoires éclatantes, contraria les desseins de Dumouriez et expulsa entièrement les forces françaises des Pays-Bas autrichiens. Cette offensive, conduite avec vigueur, culmina lorsque Dumouriez subit un revers décisif à la bataille de Neerwinden le 18 mars, suivi d’une nouvelle défaite à Louvain le 21 du même mois. Cet échec précipita la défection de Dumouriez aux Alliés le 6 avril, événement qui contraignit à son remplacement par le général Dampierre à la tête de l’armée du Nord. La France, alors assiégée sur de multiples fronts, semblait devoir céder et rares étaient ceux qui s’attendaient à une guerre prolongée. Toutefois, au lieu de tirer pleinement parti de cet avantage, l’avancée des armées coalisées s’embourba. L’importante armée de la coalition postée sur le Rhin, sous le commandement du duc de Brunswick-Œls, hésita à progresser, escomptant qu’un règlement politique pût être obtenu. Parallèlement, en Flandre, l’état-major autrichien, ignorant l’ampleur de la désorganisation des forces françaises sous Dampierre, négligea l’occasion de les contourner. En attendant l’arrivée de renforts britanniques, hanovriens et prussiens, il préféra concentrer ses efforts sur le siège des places fortes jalonnant les frontières du royaume français. Le premier objectif de cette entreprise méthodique fut Condé-sur-Escaut, stratégique par sa situation au confluent de la Haine et de l’Escaut. Ainsi, la campagne s’orienta davantage vers des manœuvres de siège que vers des batailles décisives.

### Offensive de printemps de la coalition

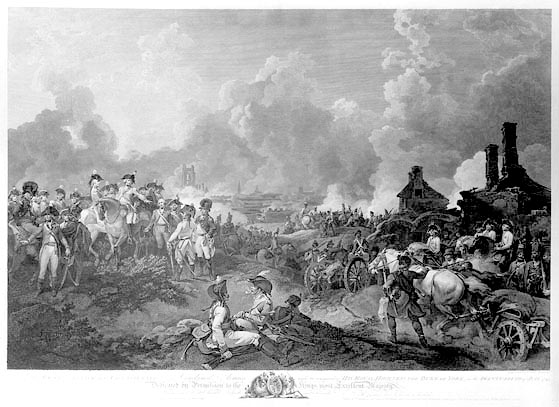
Le Siège de Valenciennes en 1793

Au début du mois d’avril, les puissances alliées tinrent une conférence à Anvers afin de s’accorder sur la stratégie commune à adopter contre la France. Le prince de Cobourg, chef militaire circonspect, nourrissait l’espoir de mettre un terme aux hostilités par la voie diplomatique, notamment en établissant un rapprochement avec Dumouriez. Dans cette optique, il fit publier une proclamation où il se déclarait « allié de tous les amis de l’ordre, abjurant toute visée de conquête au nom de l’empereur ». Cependant, ce texte suscita l’ire de ses maîtres politiques, qui l’obligèrent aussitôt à en renier le contenu. De leur côté, les Britanniques, animés par des desseins précis, aspiraient à s’assurer la possession de Dunkerque en guise de compensation pour les frais de la guerre. Ils conditionnèrent leur appui à la campagne militaire de Cobourg à un engagement des Autrichiens à soutenir leurs ambitions sur la cité portuaire. Dans ce contexte, le prince de Cobourg proposa de concentrer d’abord les efforts sur la prise successive de Condé et de Valenciennes avant de diriger les troupes vers Dunkerque.
L'arrivée des généraux York et Knobelsdorff permit au prince de Cobourg de voir ses forces grossir au-delà de quatre-vingt-dix mille hommes, conférant ainsi à son commandement une envergure accrue qui autorisa des manœuvres plus audacieuses contre les positions françaises, notamment en direction de Valenciennes. Le vingt-troisième jour du mois de mai, les contingents anglo-hanovriens, placés sous les ordres de York, prirent part à leur première confrontation d'envergure lors de la bataille de Famars. Dans cette même contrée du Pas-de-Calais, l’armée française, alors dirigée par François Joseph Drouot de Lamarche, fut contrainte de céder du terrain face à une opération conjointe des forces coalisées, laquelle ouvrit la voie au siège de Valenciennes. Le commandement de l’Armée du Nord fut, à ce moment critique, transféré à Adam Custine, dont la réputation s’était forgée sur ses succès sur le Rhin en 1792. Cependant, confronté à une armée profondément démoralisée, Custine requit un temps précieux pour en rétablir la cohésion. Dans l’attente de conditions plus favorables, il choisit de replier ses troupes sur le bastion du camp de César, sis aux environs de Bohain, où il adopta une posture défensive. Cette prudence stratégique aboutit à une impasse : Custine jugeait son armée inapte à une offensive décisive, tandis que les forces coalisées concentrèrent leurs efforts sur les sièges de Condé et de Valenciennes. Ces deux places fortes tombèrent successivement : Condé capitula le 10 juillet, suivie de Valenciennes le 28 juillet. Le rappel immédiat de Custine à Paris scella son sort, les autorités révolutionnaires l’accusant de négligence et de retard dans la conduite des opérations. Traduit devant le Tribunal révolutionnaire, il fut condamné et périt sous le coup de la guillotine.

### Campagne d'automne

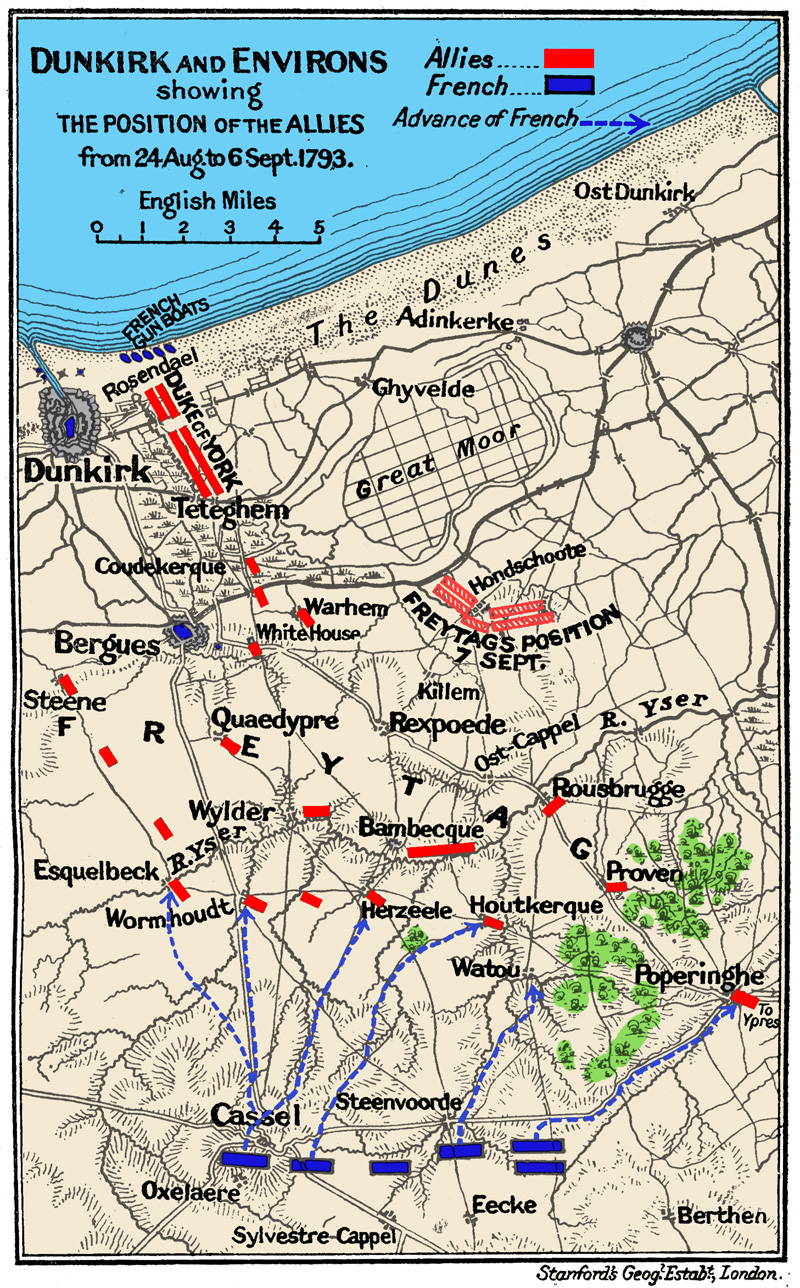
Bataille de Hondschoote (6-8 septembre 1793)

Les 7 et 8 août, les Français, alors placés sous les ordres de Charles Kilmaine, furent contraints d'abandonner le camp de César, situé au septentrion de Cambrai. Ce revers marqua une inflexion dans les opérations, bien que non décisive. Quelques jours plus tard, dans le voisinage de Tourcoing, une tentative des troupes hollandaises, dirigées par le prince héréditaire d'Orange, visait à reproduire cette avancée. Toutefois, celles-ci rencontrèrent une vive résistance sous la conduite du général Jourdan, particulièrement lors de l'affrontement à Lincelles. Là, les forces néerlandaises furent rudement éprouvées, avant de se replier grâce à l'intervention de la brigade des Gardes britanniques, qui facilita leur extraction.
La France se trouvait désormais dans une situation de vulnérabilité extrême face à la Coalition. La prise de Condé et de Valenciennes avait ouvert une brèche significative dans les lignes défensives du pays. Les armées républicaines, en déroute, se retrouvaient désorganisées et incapables de maintenir une résistance cohérente. Pourtant, au lieu de se concentrer sur une offensive décisive, les forces alliées opérèrent de manière dispersée. Au sud, le contingent prussien dirigé par Knobelsdorf reçut l'ordre de se joindre à l'armée prussienne principale afin de renforcer le front du Rhin, tandis qu'au nord, le général York, suivant les instructions du secrétaire d'État britannique Dundas, se lança dans un siège du port stratégique de Dunkerque. Ce dernier, jugé essentiel pour les Britanniques, était destiné à servir de base militaire et de point de négociation pour toute future tentative de paix. Ce choix provoqua un affrontement avec le maréchal Cobourg, qui, quant à lui, nécessitait les forces d'occupation pour protéger son flanc durant sa progression vers Cambrai. Privés du soutien d'York, les Autrichiens optèrent alors pour le siège de Le Quesnoy, qui fut investi par l'armée de Clerfayt le 19 août, accentuant ainsi les difficultés des armées françaises.
Les forces du duc d'York commencèrent l'investissement de Dunkerque, bien qu'elles fussent mal préparées à un siège prolongé et n'eussent pas encore reçu d'artillerie de siège lourde. L'Armée du Nord, désormais placée sous le commandement du général Jean Nicolas Houchard, infligea une défaite au flanc gauche vulnérable des troupes anglo-hanovriennes, commandées par le général Freytag, lors de la bataille de Hondschoote. Cette victoire força York à lever le siège et à abandonner son matériel. Les forces anglo-hanovriennes, en bon ordre, se replièrent sur Furnes, où elles purent se réorganiser, faute de poursuite de la part des Français. En réalité, le plan stratégique de Houchard visait à repousser le duc d'York pour pouvoir ensuite se diriger vers le sud et porter secours à Le Quesnoy. Le 13 septembre, Houchard remporta une victoire décisive contre le prince héréditaire à Menin, capturant quarante canons et chassant les Hollandais vers Bruges et Gand. Cependant, trois jours plus tard, ses propres forces furent battues à Courtrai par les troupes du général Beaulieu.
Plus au sud, Cobourg avait, en date du 11 septembre, pris possession de la ville de Le Quesnoy, ce qui lui permit de déplacer ses forces vers le nord, afin de prêter secours à York. Il remportait ainsi une victoire notable contre l'une des divisions de Houchard à Avesnes-le-Sec. Comme si ces revers n'avaient pas suffi à déstabiliser les autorités françaises, la nouvelle parvint à Paris qu'en Alsace, le duc de Brunswick avait infligé une défaite décisive aux troupes françaises à Pirmasens. Cet enchaînement de défaites provoqua une panique démesurée parmi les Jacobins. En réponse, des décrets furent instaurés, conférant au régime un pouvoir absolu sur les vies et les biens des citoyens. En raison de son incapacité à capitaliser sur sa victoire à Hondschoote et à la défaite de Menin, Houchard fut accusé de trahison. Il fut arrêté et, le 17 novembre, conduit à l'échafaud où il subit la guillotine.
À la fin du mois de septembre 1793, les forces de Cobourg commencèrent à investir Maubeuge, bien que les armées alliées fussent désormais profondément affaiblies. Le duc d'York ne parvint à fournir qu'un soutien restreint, son commandement étant en grande partie érodé, non seulement par la pression incessante de la campagne, mais aussi par les directives de Dundas à Londres, qui entreprit de retirer des troupes afin de les redéployer aux Antilles. Dans ce contexte, Jean-Baptiste Jourdan, successeur de Houchard, put concentrer ses forces et, grâce à une manœuvre habile, infliger une défaite aux Autrichiens lors de la bataille de Wattignies, les contraignant à lever le siège de Maubeuge. La Convention, alors en pleine effervescence révolutionnaire, ordonna une offensive générale visant la base des forces britanniques à Ostende. À la mi-octobre, Vandamme entama le siège de Nieuport, tandis que Macdonald s’empara de Wervik et que Dumonceau délogea les troupes hanovriennes de Menin. Cependant, les Français, malgré ces avancées, subirent de lourdes déconvenues. À Cysoing, le 24 octobre, et à Marchiennes, le 29 octobre, ils furent violemment repoussés, ce qui mit un terme définitif à la campagne de l’année.

## Campagne de 1794
Au cours de l’hiver, les deux belligérants procédèrent à une réorganisation de leurs forces. Des renforts furent acheminés depuis la Grande-Bretagne, dans le but de renforcer la ligne de la coalition. Au sein de l’armée impériale autrichienne, le prince de Cobourg, ancien chef d’état-major, fut remplacé par le général Karl Mack von Leiberich. En début d'année 1794, l’armée de campagne alliée comptait un effectif d'un peu plus de 100 000 hommes, son principal corps étant stationné entre Tournai et Bettignies. Les deux ailes s'étendaient davantage, avec de petites garnisons et avant-postes jusqu'à la Meuse à gauche, et vers la côte de la Manche à droite. En face, l'Armée du Nord, désormais placée sous le commandement de Jean-Charles Pichegru, avait été considérablement renforcée grâce à la levée en masse, ce qui porta la force combinée des armées du Nord et des Ardennes, hors garnisons, à quelque 200 000 hommes. La balance des forces était ainsi de près de deux contre un en faveur de la coalition de Cobourg.

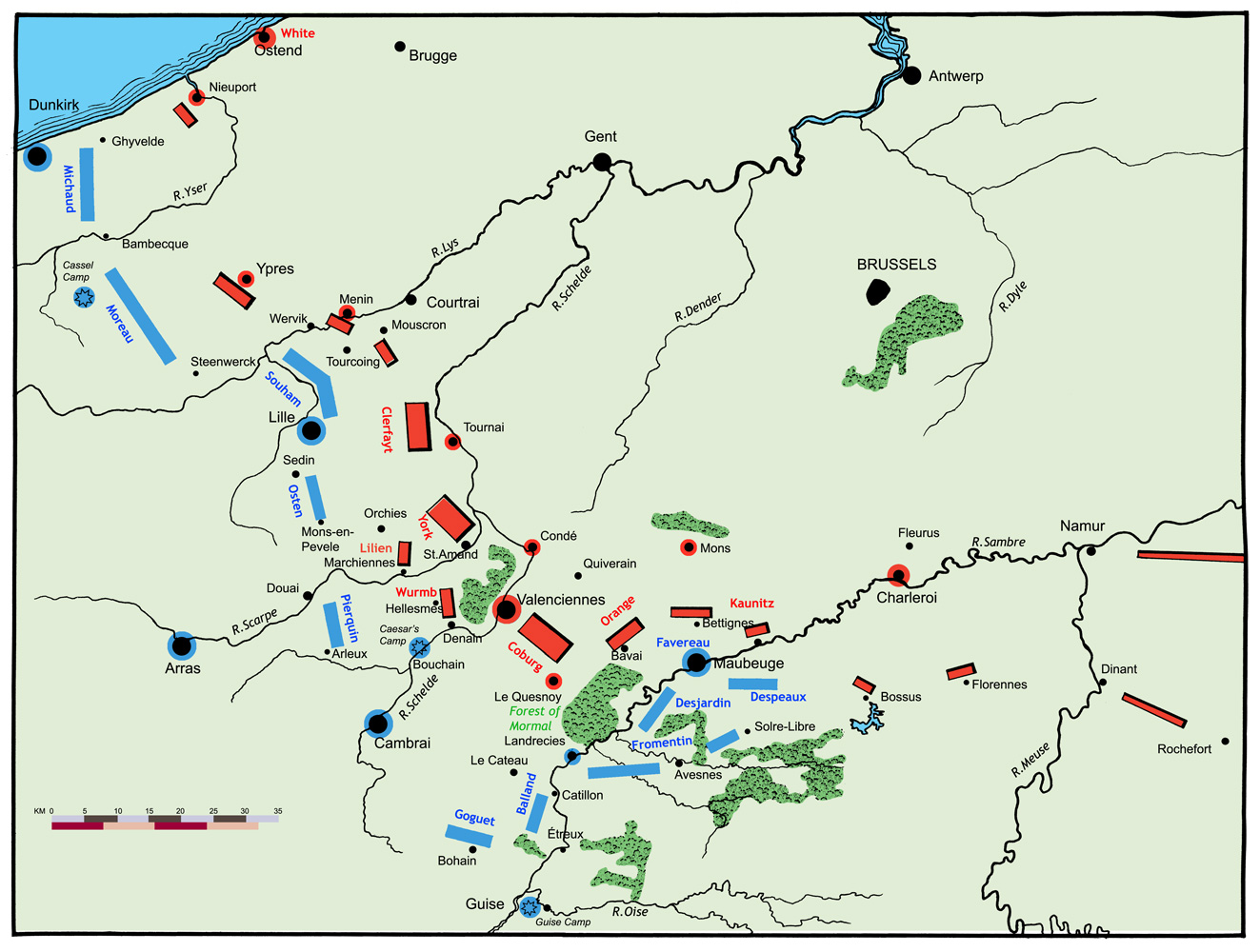
Positions des armées au début d'avril 1794, au début de la campagne de 1794

### Siège de Landrecies
Au commencement du mois d'avril 1794, les troupes autrichiennes furent grandement renforcées par la présence de l'empereur François II, qui vint rejoindre le quartier général allié à Cobourg. La première action marquante de la campagne se produisit le 25 mars, lorsque les Français, depuis Le Cateau, tentèrent une offensive qui fut immédiatement repoussée par les forces de Clerfayt, après un combat acharné. Deux semaines plus tard, les Alliés, désireux de reprendre l'initiative, lancèrent une série de marches discrètes et de petites escarmouches, facilitant ainsi l'investissement de la forteresse de Landrecies. Les troupes du duc d'York, venant de Saint-Amand, se dirigèrent vers Le Cateau, tandis que Cobourg mena la colonne centrale partant de Valenciennes et Le Quesnoy. Parallèlement, le prince héréditaire commandait le corps d'armée assiégeant Bavay et progressait à travers la forêt de Mormal en direction de Landrecies. Le 17 avril, York réussit à déloger Goguet de Vaux et de Prémont, tandis que les forces autrichiennes continuaient leur avancée en direction de Wassigny, où elles prirent le dessus sur Balland. À cette même époque, le prince héréditaire entama le siège de Landrecies, tandis que l'armée alliée organisait un encerclement de la place. À l'extrémité gauche, à l'est de la ligne, se trouvait le commandement des généraux Alvinczy et Kinsky, dont les troupes s'étendaient de Maroilles jusqu'à quatre milles à l'est de Landrecies, puis vers le sud jusqu'à Prisches, et enfin vers le sud-ouest, suivant la ligne de la Sambre. De l'autre côté, sur la rive occidentale de la rivière, la ligne alliée s'étendait vers l'ouest, depuis Catillon jusqu'à Le Cateau et Cambrai. La droite de cette ligne, commandée par le duc d'York, s'achevait aux abords du Cateau. Une ligne d'avant-postes, quant à elle, s'étendait vers le nord-ouest le long de la rivière Selle.
Le plan français consistait en une offensive destinée à attaquer simultanément les deux flancs des forces alliées, tout en dirigeant des colonnes de secours vers Landrecies. Le 24 avril, une petite force de cavalerie britannique et autrichienne parvint à repousser une troupe de taille similaire commandée par Chapuis à Villers-en-Cauchies. Deux jours après, le général Pichegru tenta une triple action pour venir en aide à Landrecies. Cependant, deux des colonnes avancèrent vers l’est et furent repoussées par les troupes de Kinsky, d'Alvinczy et du jeune archiduc Charles, tandis que la troisième colonne, dirigée par Chapuis et provenant de Cambrai, subit une défaite quasi totale face aux forces de York à Beaumont, Coteau et Troisvilles, le 26 avril.

### Contre-offensive de May
Le 30 avril 1794, Landrecies succombe aux assauts des troupes ennemies, tandis que le général Cobourg, porté par sa victoire, oriente ses forces vers Maubeuge, ultime bastion entravant une avancée plus profonde au cœur de la France. Toutefois, ce même jour, Pichegru, profitant de la conjoncture, déclenche une vigoureuse contre-offensive dans le nord, infligeant une défaite décisive au général Clerfayt lors de la bataille de Mouscron. En conséquence, les villes de Courtrai et Menin sont reprises par les armées françaises, infligeant ainsi un revers significatif aux forces autrichiennes.

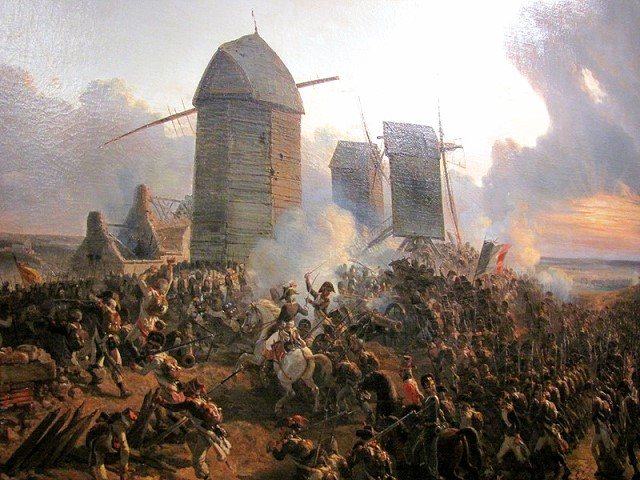
Bataille de Mouscron (29 avril 1794), peint par Charles Louis Mozin en 1839.

Pendant une période de dix jours, un calme relatif s’établit sur le théâtre des opérations, les deux armées se réorganisant et consolidant leurs positions en vue des prochaines offensives. Ce répit fut néanmoins de courte durée, car, dès le 10 mai, le duc de Cobourg ordonna de vives attaques visant à reprendre les positions du nord, provoquant ainsi une nouvelle phase de combats. La colonne française commandée par Jacques Philippe Bonnaud fut défait lors de la bataille de Willems par les troupes de York, tandis que, de son côté, Clerfayt, malgré ses efforts, échoua dans sa tentative de reprendre Courtrai. Il fut, en effet, une nouvelle fois repoussé lors de la bataille qui se tint dans cette même ville.
Les forces de la coalition, dans leur projet d'endiguer l'avancée de Pichegru, concevaient une attaque d'ampleur, reposant sur plusieurs colonnes isolées, suivant un plan tracé par le général Mack. Toutefois, lors de la bataille de Tourcoing, les 17 et 18 mai, cette initiative se transforma en un échec logistique majeur. Les lignes de communication furent brusquement interrompues, et les colonnes prirent un retard considérable. En conséquence, seules un tiers des forces alliées purent entrer en lice, et leur extraction ne s’effectua qu'après la perte de 3 000 hommes. En l'absence de Pichegru, engagé sur le front de la Sambre, le commandement des troupes françaises à Tourcoing fut confié à Joseph Souham. De retour au front, Pichegru, dans un souci de consolider ses positions, relança l'offensive, bien que, malgré des assauts répétés, il fut repoussé lors de la bataille de Tournay, le 22 mai.
Pendant ce temps, la branche de l’offensive menée par Pichegru se déployait sur la Sambre, où des divisions provenant de l’aile droite de l’armée du Nord, sous le commandement de Jacques Desjardin, ainsi que de l’armée des Ardennes, placée sous l’autorité de Louis Charbonnier, s’engagèrent de l’autre côté de la rivière, dans l’espoir d’établir une tête de pont sur la rive septentrionale. Leur dessein consistait en la prise de Mons, laquelle aurait pour effet de couper les lignes de ravitaillement et de communication entre la principale base alliée de Bruxelles et le centre de Cobourg, situé autour de Landrecies et du Quesnoy.
La première tentative de traversée de la France fut repoussée lors de la bataille de Grand-Reng, le 13 mai, où une hiérarchie militaire malencontreusement divisée conduisit à l’échec de l’assaut frontal mené par Desjardin contre le commandant allié Prince Kaunitz. Ce dernier, en dépit de l’opposition de Desjardin, parvint à prendre l'avantage, tandis que Charbonnier, indifférent à l'issue du combat, s'abstint de toute action, exposant ainsi Desjardin à une contre-attaque alliée. La seconde tentative de consolidation d'une position sur la rive nord fut également vouée à l'échec lors de la bataille d'Erquelinnes, le 24 mai, lorsque les forces alliées surprirent les Français en lançant une offensive subite dans le brouillard matinal.
Bien que le front allié demeurât intact, l'engagement autrichien dans la guerre s'effrita progressivement. Les Prussiens, déjà proches de se retirer en raison de la duplicité perçue de l'Autriche en Bavière, se trouvèrent dans une position délicate. L'empereur François II, influencé de manière prépondérante par son ministre des Affaires étrangères, le baron Johann von Thugut, semblait accorder une plus grande importance aux considérations politiques qu'aux impératifs militaires. En mai 1794, la priorité de Thugut se portait avant tout sur le troisième partage de la Pologne, ce qui incita les troupes et les généraux placés sous le commandement du prince de Cobourg à se voir retirer progressivement leurs fonctions. Le général Mack, dégoûté, présenta sa démission du poste de chef d'état-major le 23 mai et fut remplacé par le prince Christian Auguste de Waldeck-Pyrmont, un partisan fervent de Thugut. Lors du conseil de guerre tenu le 24 mai, l'empereur François II demanda un vote concernant le retrait de l'armée, puis se rendit à Vienne. Seul le duc d'York s'opposa à cette décision de retrait, dans un isolement marqué par sa dissidence.
La résolution de se retirer fut arrêtée, et ce, bien que des victoires aient été remportées sur le flanc méridional, telles que celles de Grand-Reng, d'Erquelinnes et de Wichard. La victoire obtenue par Joachim Heinrich von Möllendorf lors de la bataille de Kaiserslautern, après que ses troupes prussiennes aient surpris les forces françaises le 24 mai, devait aussi être soulignée. Le flanc septentrional, temporairement stabilisé, incita le général Cobourg à redéployer ses troupes vers le sud, en soutien à Kaunitz. Ce dernier, ayant rapidement démissionné, fut remplacé par le prince héritier. Profitant de l'affaiblissement momentané du front nord allié, Pichegru saisit l'opportunité pour reprendre l'initiative et engager le siège d'Ypres dès le 1er juin. Pendant les deux premières semaines du mois de juin, une série de contre-attaques de Clerfayt, vaines dans leurs objectifs, furent toutes repoussées par Souham.
Sur le front de la Sambre, après les deux revers subis précédemment, les divisions Desjardin et Charbonnier avaient résolu de s'emparer de Charleroi, qu'elles envisageaient comme une position fortifiée destinée à ancrer leur présence sur la rive septentrionale, avant de tenter une avance vers Mons. Après avoir franchi une troisième fois la Sambre, elles entreprirent le siège de Charleroi, mais, le 3 juin, elles furent vigoureusement contre-attaquées par le prince d'Orange lors de la bataille de Gosselies, et forcées de se replier au-delà de la Sambre.

### Bataille de Fleurus

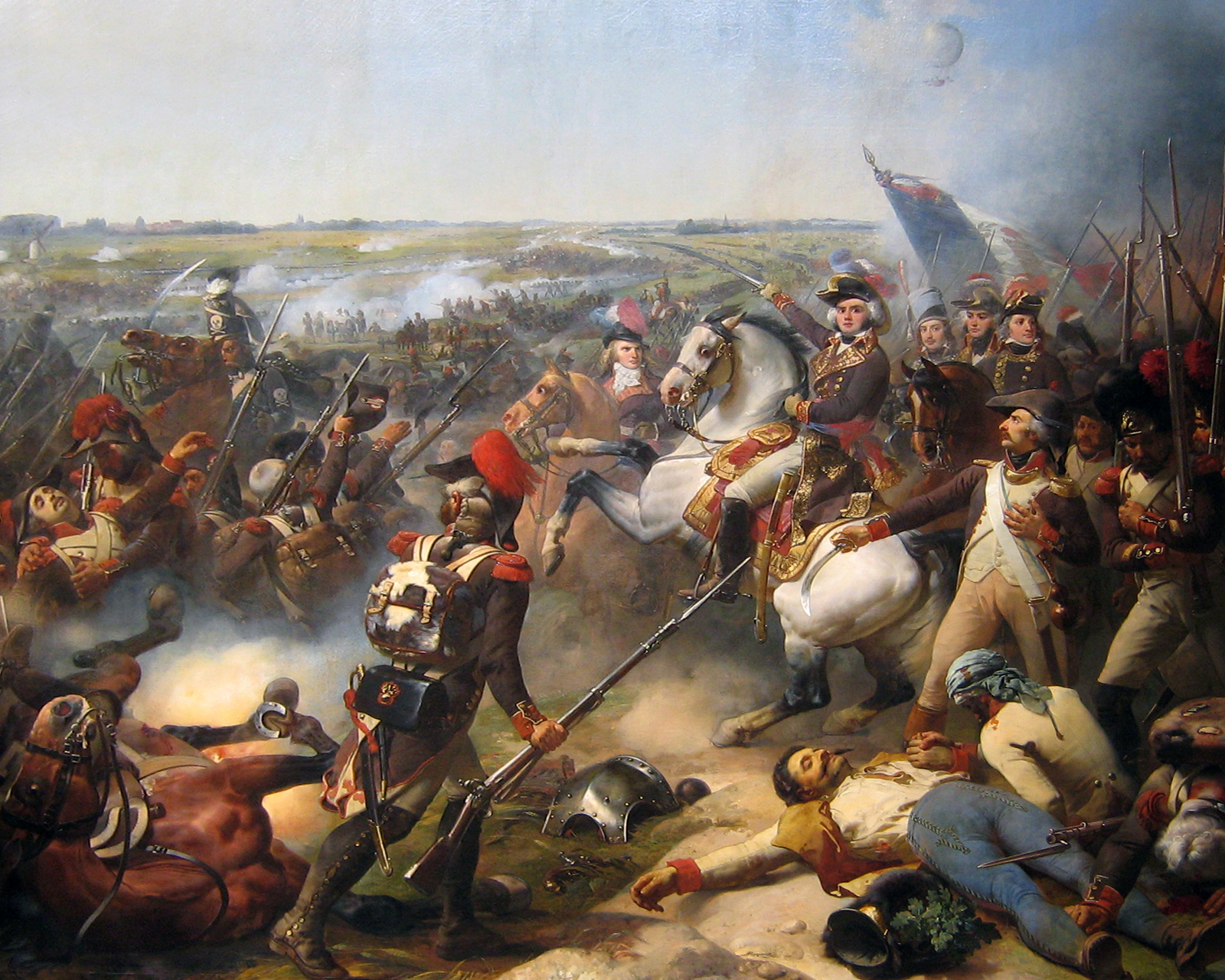
Jourdan à Fleurus avec le ballon l'Entreprenant en arrière-plan (Jean-Baptiste Mauzaisse 1837 ; Galerie des Batailles, Château de Versailles)

En ce temps-là, les forces françaises étaient fortifiées par quatre divisions de l’armée de la Moselle, placées sous le commandement du général Jean-Baptiste Jourdan, lequel avait reçu la mission de soutenir les troupes engagées sur la Sambre, tout en opérant au sud-est contre les forces de Johann Peter Beaulieu. Prenant la direction des opérations, Jourdan ordonna une quatrième traversée de la rivière et un second siège de Charleroi. Le 16 juin, lors de la bataille de Lambusart, ses divisions en marche se heurtèrent aux colonnes d'attaque des troupes d'Orange, dans un épais brouillard, ce qui leur occasionna une surprise fâcheuse. Submergés par l'ennemi, les Français, pris au dépourvu, furent contraints à une retraite précipitée.
Peu affectée par la résistance de Lambusart, l'armée française franchit la Sambre et lança une nouvelle offensive deux jours plus tard, le 18 juin, prenant Cobourg de manière inattendue. Ce même jour, Ypres se rendit à Pichegru. N'ayant plus à soulager Ypres, le prince de Cobourg résolut de concentrer l'essentiel de ses forces sur la Sambre pour repousser Jourdan. Il laissa alors le général York à Tournai et Clerfayt à Deinze afin d'affronter Pichegru et de protéger son aile droite. Toutefois, Clerfayt fut rapidement repoussé de Deinze et se réfugia derrière Gand, ce qui contraignit York à se replier derrière l'Escaut.
Charleroi se soumit aux Français la veille de la tentative de secours de Cobourg, qui avait pour objectif de défaire la principale force autrichienne. Le 26 juin, le maréchal Cobourg donna l'assaut à Jourdan lors de la bataille de Fleurus. Bien qu'il ait initialement subi un léger recul, Jourdan parvint à maintenir sa ligne et à lancer une contre-offensive à la fin de la journée. Si les résultats de l'affrontement ne furent guère décisifs sur le plan tactique, Cobourg, prenant la mesure de la prise de Charleroi par les forces françaises et constatant l'inutilité de maintenir une posture de siège, décida de se retirer, sachant qu'aucune opération de levée de siège n'était désormais envisageable pour son armée. La bataille de Fleurus va s'avérer être le tournant décisif. L'historien Digby Smith, en 1998, observa que « À ce stade de la guerre, la cour de Vienne, accablée par les vicissitudes du conflit, était désormais persuadée qu'il n'était plus opportun de tenter de préserver les Pays-Bas autrichiens. On suppose, en conséquence, que le duc de Cobourg, en dépit des enjeux stratégiques, abandonna toute illusion quant à une victoire dans cette région, choisissant plutôt de se replier vers l'est ».
Avec des succès français tant au nord qu’au sud, les troupes autrichiennes, ne parvenant pas à dégager un résultat définitif, se virent contraintes d’annuler leur offensive. Elles se replièrent alors vers le nord, jusqu’à Mont Saint-Jean, puis, le 1er juillet, se dirigèrent vers Bruxelles, à la suite de l’avancée de l’aile gauche de Jourdan depuis Charleroi, laquelle s’empara de Mons. Ce mouvement marqua le début d’une retraite générale des forces alliées vers la Rhénanie et les Provinces-Unies, les Autrichiens perdant quasiment tout contrôle sur les Pays-Bas autrichiens, un territoire qu’ils détenaient depuis près de quatre-vingts ans. L’influence délétère de Thugut fut citée comme l’un des facteurs les plus déterminants dans l’échec de cette campagne, une cause qui, selon certains, l’emporta en importance sur les batailles de Tourcoing et de Fleurus.

### Retraite alliée de Fleurus à Malines

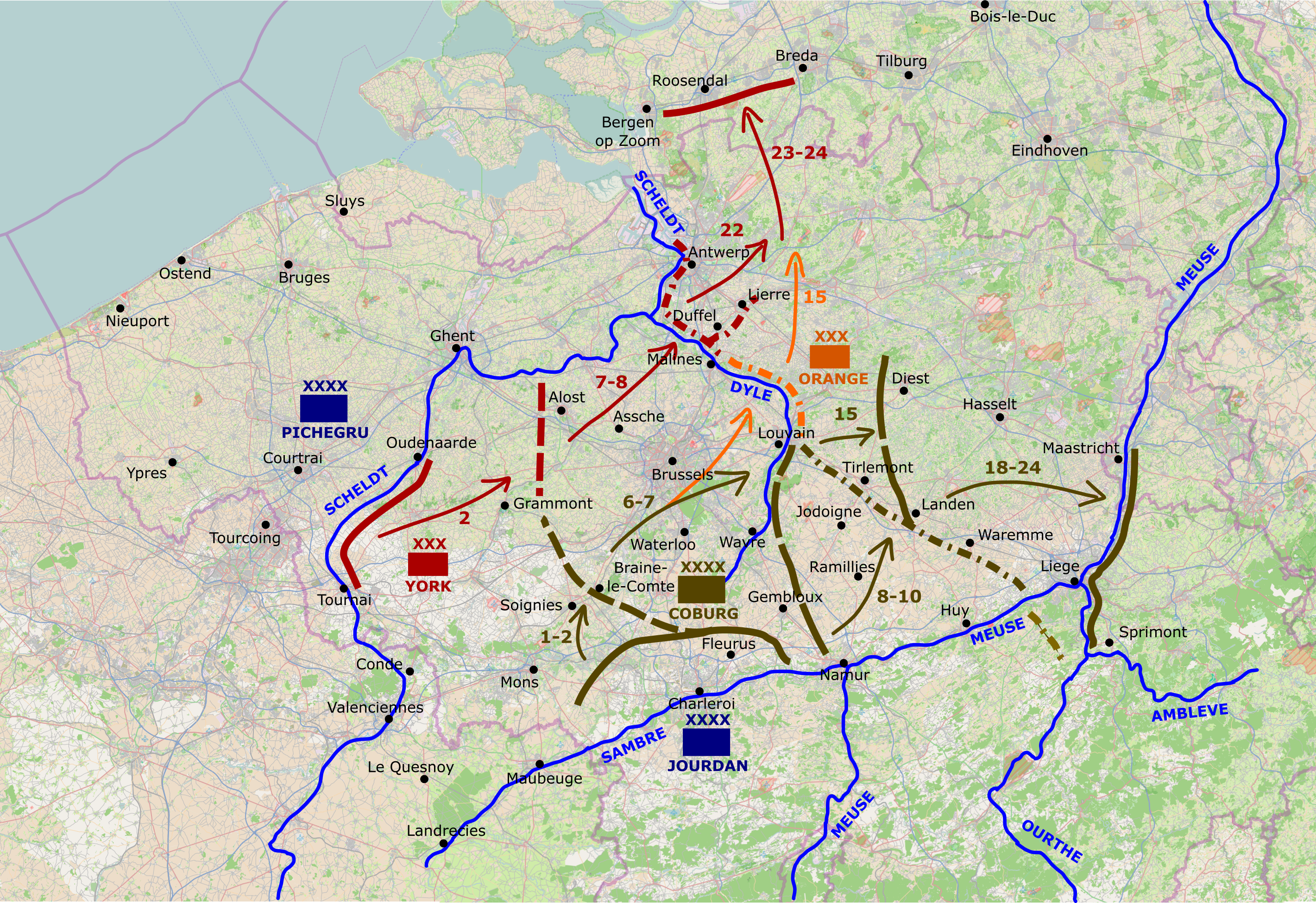
Les Alliés se replient vers le nord après la bataille de Fleurus. Les chiffres représentent les dates approximatives du mois de juillet pendant lesquelles chaque étape de la retraite a été réalisée.
Troupes britanniques de York
Les troupes de York payées par les Britanniques

Les forces alliées en Flandre se trouvaient désormais disséminées en deux groupes distincts : l'un, placé sous l'autorité du duc d'York, et l'autre, formé par l'armée principale des Habsbourg et des Provinces-Unies, commandée par le prince de Cobourg. Bien que toutes ces forces fussent encore, en théorie, soumises au commandement suprême de Cobourg, il convient de noter que, dans les faits, les deux armées opéraient de manière autonome, chacune poursuivant des objectifs politiques spécifiques et fréquemment sans égard pour les stratégies de l'autre. Tandis que l'objectif stratégique de Cobourg consistait à opérer un repli vers l'est afin de garantir la sécurité du Rhin et de l'Allemagne face aux armées françaises, celui du duc d'York se traduisait par un repli vers le nord, dans le but de préserver la Hollande.
Au cours de cette période, l’armée du Nord sous les ordres de Pichegru, menaçait les troupes du duc d'York qui tenaient le front sur l'Escaut, à Audenarde. Toutefois, vers la fin de juin, un ordre de réorientation fut donné, dirigeant les forces françaises vers la côte pour s'emparer des ports flamands d'Ostende, Nieuport et L'Écluse, avant de pénétrer en Hollande. Bien que les assauts ennemis l’épargnassent, York fut contraint, en dépit de tout, de se replier sur Alost, via Grammont, lorsque les armées françaises prirent les villes de Mons et Soignies les 1er et 2 juillet, contraignant ainsi le prince Cobourg à se retirer vers l’est et exposant simultanément le flanc gauche et l’arrière des positions de York.
Alors qu'York, dans le cadre de sa retraite, avait ordonné l'évacuation de toutes les garnisons britanniques, la garnison de Nieuport demeura sur place en raison d'une promesse émanant du secrétaire britannique à la Guerre, Henry Dundas, qui assurait que cette dernière serait évacuée par voie maritime. Toutefois, cette promesse ne fut point honorée. Nieuport fut alors assiégée et, après une résistance vaine, la place-forte fut prise le 16 juillet. Les émigrés français qui constituaient la garnison furent impitoyablement massacrés par les tirs de l'artillerie dans le fossé défensif de la cité.
Le 5 juillet 1815, à Waterloo, les généraux Cobourg et York s'accordèrent sur le fait que l'armée alliée s'efforcerait de défendre une ligne stratégique s'étendant d'Anvers à Louvain, puis passant par Wavre, Gembloux et Namur. Toutefois, le jour suivant, face aux assauts lancés par l'armée de Jourdan – récemment constituée sous le nom d'Armée de Sambre-et-Meuse le 29 juin – qui frappaient la ligne allant de Braine-le-Comte à Gembloux, Cobourg révoqua cet accord. Il ordonna alors une retraite vers l'est, se dirigeant vers Malines et Louvain, abandonnant ainsi Bruxelles et exposant ainsi la gauche de l'armée de York.
Les 7 et 8 juillet, Jourdan entreprit une offensive contre l’aile gauche de l’armée commandée par Cobourg, laquelle était stationnée aux environs de Namur. Il parvint à la repousser jusqu’à Ramillies, isolant ainsi la cité de Namur, qu’il soumit sans délai à un siège méthodique. Craignant que cette manœuvre audacieuse ne vînt à rompre ses communications avec la Meuse, le prince de Cobourg résolut de replier l’intégralité de son dispositif militaire vers des positions plus sûres, s’établissant en retrait aux abords de Tirlemont, aujourd’hui connue sous le nom de Tienen. Cette retraite précipitée força le général York à abandonner à son tour ses positions avancées, se repliant au-delà de la rivière Dyle, appelée à l’époque Dïla, en passant par Malines et Asse.
Les Alliés se trouvaient alors déployés selon une disposition méthodique et stratégiquement concertée. L’armée forte de trente mille hommes, placée sous la conduite du duc d'York, veillait à la garde vigilante de la Dyle entre Anvers et Malines. De leur côté, les troupes hollandaises, sous le commandement du prince d’Orange, s’évertuaient à défendre avec constance le secteur s’étendant de Malines à Louvain. Quant aux forces autrichiennes dirigées par le prince de Cobourg, elles se tenaient solidement établies le long d’un front s’étirant de Louvain à Tirlemont, jusqu’à Landen et Waremme, pour finalement atteindre les rives de la Meuse. Une fraction de ce contingent s'était également déployée au-delà de la rivière, entre la Meuse et l’Ourthe, afin de mieux assurer la protection de ces passages stratégiques.
Pichegru prit possession de Bruxelles le 10 juillet, marquant ainsi une étape décisive dans le cours des événements militaires. Ce jour-là, ses troupes, conjointement avec celles de Jourdan, traversèrent la cité dans le cadre de fastueux défilés victorieux.

### Retraite des Alliés de Malines vers la Hollande et la Meuse
Durant le cours de cette retraite, les Alliés ne furent guère harcelés avec vigueur, ce qui s'explique en grande partie par le fait que l'armée commandée par Pichegru avait été détournée vers la côte des Flandres, tandis que Jourdan se vit enjoindre de distraire quarante mille soldats de son armée, alors forte d’environ cent quarante mille hommes sous les ordres de Barthélemy Schérer, afin de reconquérir les principales places fortes autrichiennes de Landrecies, Le Quesnoy, Valenciennes et Condé-sur-l'Escaut. Ces places, désormais enclavées à l'intérieur du territoire français à la suite du repli autrichien, étaient restées isolées et nécessitaient une intervention pour restaurer leur contrôle.
Le 12 juillet, Pichegru entreprit une avancée militaire en direction de Malines, à la tête d'une armée forte de dix-huit mille hommes, tandis que Jourdan, dans une entreprise parallèle, dirigeait ses troupes vers Louvain, Jodoigne et Huy, en suivant le cours de la Meuse. L’offensive de Pichegru se révéla d’une efficacité notable : il s’empara sans grande résistance de Malines le 15 juillet, après l’avoir arrachée aux mains de York. Au même moment, Jourdan s’assura de la prise de Louvain. Quant à Jodoigne, elle fut conquise à une date estimée antérieure au dix-sept juillet, bien que les sources manquent de précision à cet égard. Enfin, la place-forte de Namur, après une campagne habilement conduite, se rendit le 19 juillet, marquant ainsi un succès stratégique d’importance dans cette série d’opérations coordonnées.
Après la prise de Louvain, l'armée hollandaise, délaissant toute concertation approfondie avec les Autrichiens, se retira vers le septentrion en direction de ses propres territoires, au lieu de suivre leurs alliés impériaux dans une retraite orientée vers l'est jusqu'à la ville de Diest. À cette étape décisive, les forces néerlandaises commencèrent à poursuivre des objectifs militaires qui, bien que prétendument subordonnés à l'autorité nominale du prince de Cobourg, s’avérèrent distincts de ceux de l'armée autrichienne. Cette autonomie progressive accrut les dissensions tactiques et stratégiques au sein de la coalition. La gauche de l’armée britannique commandée par le duc d'York, mise une fois encore en péril par l’exposition de son flanc, fut contrainte de se replier méthodiquement le long des rives de la Nethe, de Lierre jusqu'à Duffel. Ce mouvement préventif s’accompagna de préparatifs pour une attaque coordonnée avec les Hollandais en vue de reprendre la ville de Malines le dix-huit. Cependant, ce même jour, York reçut un message émanant de Cobourg, l’informant que ce dernier avait décidé d’ordonner un retrait plus prononcé de ses forces principales, les déplaçant de Tirlemont jusqu’à Landen. Deux jours plus tard, York découvrit avec consternation que Cobourg, sans le consulter ni l’en avertir préalablement, avait intimé aux troupes autrichiennes protégeant son flanc gauche à Diest de se replier encore plus à l’est jusqu’à Hasselt. Cette manœuvre unilatérale exposa une fois de plus les arrières britanniques à un risque d’attaque, ajoutant ainsi une nouvelle tension aux relations entre les alliés.
Le retrait additionnel de Cobourg vers l’orient contraignit York à se replier une fois encore en direction du septentrion, abandonnant Anvers dès le vingt-deux juillet. La ville fut investie trois jours plus tard par les troupes de Pichegru. Dès lors, York poursuivit son repli vers les Pays-Bas, franchissant la frontière pour atteindre Roosendaal le vingt-quatre juillet, date à laquelle Cobourg, après avoir traversé la Meuse, établit ses lignes défensives autour de Fouron-le-Comte. Ce mouvement stratégique scella la rupture définitive entre les forces britanniques et autrichiennes, abolissant jusqu’à l’apparence d’une coopération déjà vacillante. Désormais, les deux armées, engagées dans des desseins profondément divergents, poursuivaient des objectifs stratégiques sans concertation ni convergence véritable.
Le 27 juillet 1795, les troupes françaises s'emparèrent de Liège, mettant fin une fois pour toutes à la principauté épiscopale, qu'elles avaient déjà renversée à deux reprises depuis 1789. Cette action marqua la suppression définitive de ce pouvoir ecclésiastique. Dans la foulée, fut lancée la destruction de la cathédrale Saint-Lambert, symbole de l'autorité et de l'oppression cléricale aux yeux des révolutionnaires.

### Deuxième invasion de la République néerlandaise
En août 1794, une accalmie dans les opérations militaires s’imposa alors que les forces françaises concentraient leurs efforts sur la prise des ports belges de la Manche. La reddition de L'Écluse, survenue le 26 août, marqua une étape décisive de cette campagne. Tandis que les Britanniques, par l’entremise du duc d’York, tentaient sans succès de rallier un soutien actif de l’Autriche, des pressions diplomatiques exercées par Londres contraignirent l’empereur à destituer le prince de Cobourg. Celui-ci fut remplacé, de manière provisoire, par le général Clerfayt, dont l’impopularité parmi les troupes et les officiers n’eut d’égal que celle de son prédécesseur. Parallèlement, la progression française se poursuivit avec vigueur. Après la prise de Quesnoy et de Landrecies, le général Pichegru relança une offensive dès le 28 août, contraignant York à un repli stratégique sur la ligne de l’Aa. Cependant, cette position fut rapidement compromise par une attaque française à Boxtel, forçant le duc d’York à ordonner un retrait vers la Meuse. Le 18 septembre, les forces autrichiennes, sous le commandement de Clerfayt, essuyèrent une cuisante défaite à la bataille de Sprimont, sur les rives de l’Ourthe. Cette déconvenue fut suivie, le 2 octobre, par un nouvel échec face au général Jourdan lors de la bataille d’Aldenhoven, le long de la rivière Rour. Ces revers successifs contraignirent les troupes autrichiennes à un repli général vers le Rhin, mettant un terme définitif à la présence autrichienne dans les Pays-Bas. Toutefois, la ville fortifiée de Luxembourg, réputée pour la puissance de ses défenses, demeura sous contrôle autrichien. À compter du 22 novembre, cette place forte fut assiégée par les Français avec une intensité croissante, et ce durant sept mois, jusqu’à sa reddition finale.
À l’automne 1813, dans les Provinces-Unies, les Français, soutenus par les patriotes hollandais dirigés par Herman Willem Daendels, s’emparèrent d'Eindhoven et suspendirent leur poursuite sur le Waal. Les partisans des orangistes néerlandais se rendirent à Bois-le-Duc le 12 octobre, après un siège acharné de trois semaines. L’armée britannique, commandée par le duc de York, avait initialement envisagé une contre-offensive, avec l’appui des Autrichiens, dans le but de libérer Nimègue. Toutefois, ce projet avorta à la suite du retrait du contingent hanovrien. Le 7 novembre, après un siège bref mais déterminant, Nimègue fut jugée intenable et la ville fut cédée aux forces françaises. Le duc de York, ayant pris des dispositions pour défendre la ligne du Waal durant l’hiver, fut rappelé en Angleterre au début du mois de décembre. En son absence, le lieutenant général hanovrien, le comte von Walmoden, prit le commandement de l’armée alliée, tandis que William Harcourt assurait la direction du contingent britannique. À ce moment, les Prussiens entamaient des négociations de paix avec les Français, et l’Autriche semblait prête à suivre la même voie. Malgré cela, William Pitt le Jeune rejeta fermement toute proposition de négociation avec la France. La position britannique au sein de la République des Provinces-Unies apparaissait de plus en plus fragile et précaire.

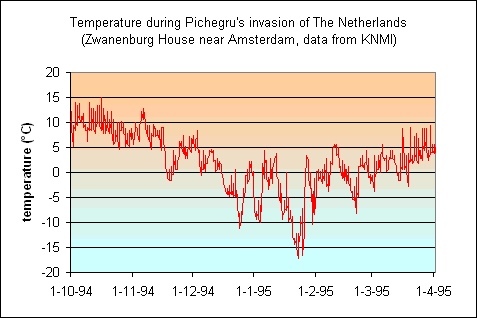
Température pendant l'hiver 1794-1795.

Le 10 décembre 1809, les troupes sous le commandement d'Herman Willem Daendels entreprirent un assaut infructueux au-delà de la Meuse contre les défenses néerlandaises dans la région du Bommelerwaard. Cependant, dans les jours suivants, les températures chutèrent, et les rivières Meuse et Waal commencèrent à geler, permettant ainsi aux forces françaises de reprendre leur progression. Le 28 décembre de la même année, les Français occupèrent le Bommelerwaard ainsi que les terres d'Altena. Les brigades de la division Delmas, sous les ordres de Daendels et de Pierre-Jacques Osten, se déplaçant avec une grande liberté, réussirent à s'infiltrer dans la ligne de flottaison néerlandaise et à s’emparer de fortifications et de villes sur un front de trente kilomètres.

## Campagne de 1795

### Chute des Provinces-Unies
Lorsque les troupes d’avant-garde françaises traversèrent le Waal, les forces britanniques et hessoises lancèrent des contre-attaques fructueuses à Tuil et Geldermalsen. Cependant, le 10 janvier 1795, Pichegru ordonna une avance générale à travers la rivière gelée, entre Zaltbommel et Nimègue, forçant les alliés à se retirer derrière le Bas-Rhin. Le 15 janvier, l’armée anglo-hanovrienne abandonna ses positions, entamant une retraite pénible vers l’Allemagne, traversant Amersfoort, Apeldoorn et Deventer, sous les assauts d’un blizzard d’une grande violence. Le 16 janvier, la ville d’Utrecht se rendit. Le 18 janvier, des révolutionnaires hollandais, sous la conduite de Krayenhoff, mirent une pression décisive sur le conseil municipal d’Amsterdam, forçant ce dernier à livrer la ville après minuit, donnant ainsi naissance à une révolution batave favorable à la cause française. Plus tôt dans la journée, Guillaume V, prince d’Orange, et ses partisans avaient pris la route de l’exil vers l’Angleterre. Le 19 janvier, les révolutionnaires néerlandais proclamèrent la République batave et, au milieu de grandes réjouissances populaires sur la place du Dam, érigèrent un arbre de la liberté. Dans l’après-midi, les troupes françaises firent leur entrée dans la ville, où elles furent accueillies en triomphe par la population. Enfin, le 24 janvier, la flotte néerlandaise fut capturée à Den Helder.

### Évacuation britannique
Les Britanniques poursuivirent leur retraite vers l’est, traversant un blizzard d’une violence inouïe, vêtus de manière insuffisante et presque privés de vivres. Au printemps 1795, ils avaient quitté totalement le territoire néerlandais et atteint le port de Brême, dans une région de Hanovre. Là, ils se tenaient dans l'attente de nouvelles directives émanant de la Grande-Bretagne. Pitt, se rendant à l’évidence qu’une victoire imminente sur le continent était désormais quasi inconcevable, donna enfin l’ordre d’un retrait définitif vers la Grande-Bretagne, emportant dans leur sillage les restes des troupes hollandaises, allemandes et autrichiennes qui s’étaient repliées à leurs côtés. L'armée d’York, après deux années de combats incessants, avait perdu plus de 20 000 hommes. En avril 1795, lors de l'embarquement de la majorité des forces britanniques pour l’Angleterre, un petit détachement, sous le commandement du major-général Dundas, demeura sur le continent jusqu'en décembre de la même année. La capitulation du Luxembourg, le 7 juin 1795, marqua la fin de la campagne de Flandre, concluant ainsi la conquête des Pays-Bas par les armées françaises.

## Conséquences

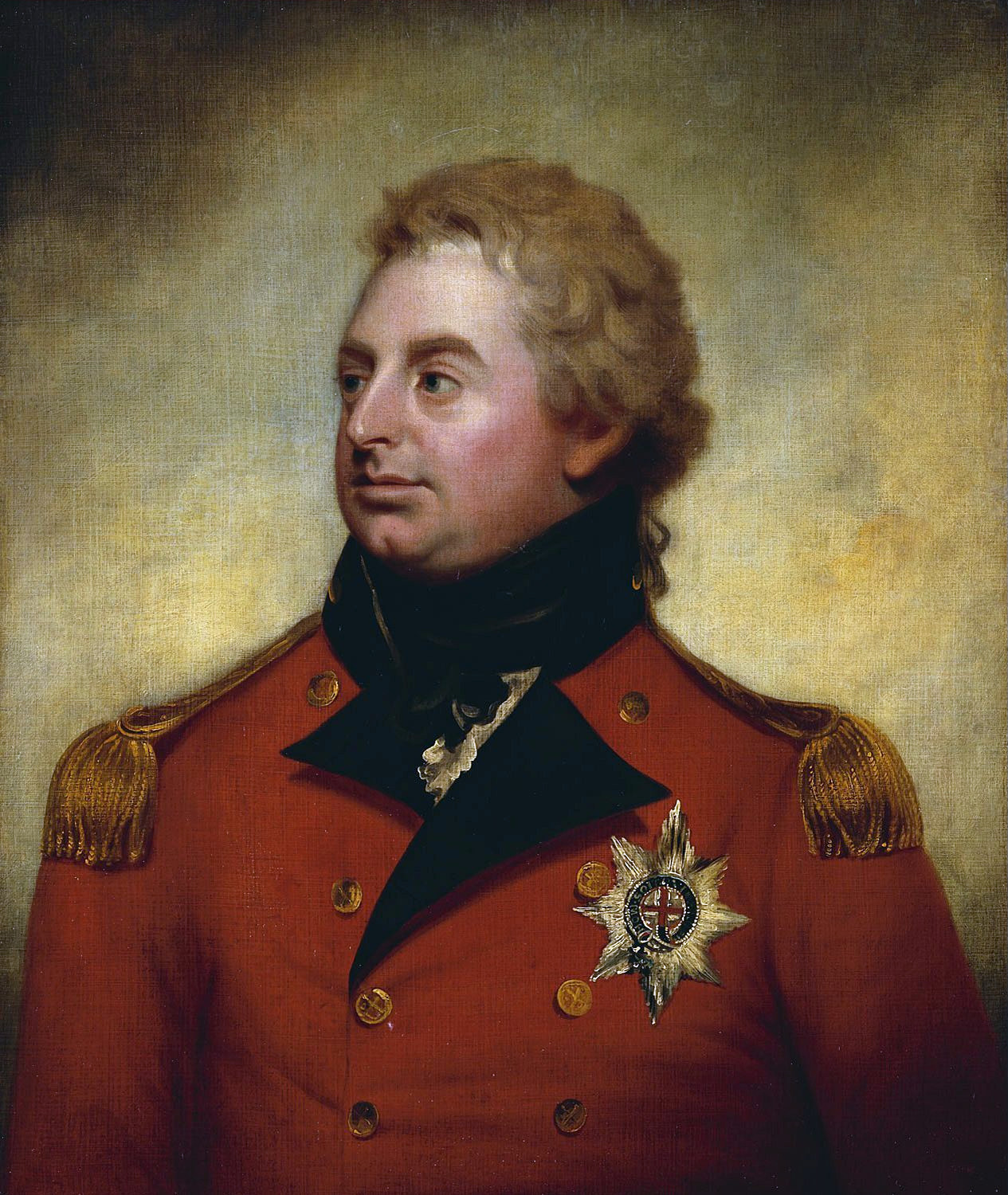
Le duc d'York dirigeait les forces britanniques et la campagne est souvent associée à lui.

Pour les Britanniques et les Autrichiens, la campagne s'avéra funeste. L'Empire autrichien perdit un de ses territoires, les Pays-Bas autrichiens, qui constituent en grande partie la Belgique et le Luxembourg actuels. De leur côté, les Britanniques se virent privés de leur plus proche allié sur le continent européen : Les Provinces-Unies. Il fallut plus de vingt années avant qu'un gouvernement favorable aux Britanniques soit de nouveau instauré à La Haye. La Prusse, de son côté, abandonna le prince d'Orange, qu'elle avait pourtant soutenu en 1787, et signa dès le 5 avril une paix séparée avec la France, cédant toutes ses possessions situées sur la rive occidentale du Rhin, à savoir les Gueldres prussiennes, Moers et la moitié de Clèves. La coalition s'effondra davantage encore lorsque l'Espagne, contrainte d'admettre sa défaite dans la guerre des Pyrénées, se détacha du camp des opposants à la France. Bien que l'Autriche poursuivît avec quelque succès ses campagnes sur le Rhin, elle ne parvint jamais à reprendre pied dans les Pays-Bas méridionaux, étant continuellement défait par les forces françaises sous Napoléon dans le nord de l'Italie. L'Empire autrichien sollicita finalement la paix en 1797 à Campo Formio, reconnaissant ainsi la conquête française des Pays-Bas.
Dans l'imaginaire collectif britannique, York fut, pour une large part, décrit comme un dilettante incompétent, dont l'ignorance des principes militaires eut pour effet désastreux la défaite qu'il subit. Cet échec alimenta, par la suite, sa moquerie au sein de la culture populaire. Toutefois, des historiens tels qu'Alfred Burne (1949) et Richard Glover (2008) réprouvent vigoureusement cette image et contestent la vision communément admise, soulignant que la défaite de York ne l'empêcha nullement de recevoir de nouveaux mandats militaires de grande envergure. En effet, il fut appelé à exercer des fonctions de commandement importantes, dont un long et influent mandat en tant que commandant en chef de l'armée entre 1795 et 1809, puis de nouveau entre 1811 et 1827.
Plusieurs facteurs concoururent à l'échec des Alliés durant cette campagne. Les objectifs, à la fois fluctuants et souvent contradictoires, des divers commandants, conjugués à une coordination défaillante entre les nations participantes, figurent parmi les causes principales. De surcroît, les conditions de vie déplorables pour les troupes et les interférences de certains politiciens civils, tels qu'Henry Dundas pour la Grande-Bretagne et Thugut pour l'Empire, exacerbèrent la situation. Enfin, ce fut vers la fin de la campagne que l'on pu observer une évolution notable de la confiance et de la flexibilité des armées françaises, lesquelles, face à des forces alliées certes plus aguerries mais déjà submergées, parvinrent à se distinguer.
La campagne a mis en évidence les nombreuses défaillances de l'armée britannique, dégradée par des années de négligence, et un vaste programme de réformes fut alors initié par le duc d'York dans sa nouvelle fonction de commandant en chef. Toutefois, bien que cette armée ait fait preuve d'un courage remarquable à maintes reprises, l'armée autrichienne se trouvait en proie à l'hésitation et au conservatisme de ses officiers supérieurs. Ceux-ci, souvent marqués par une lenteur d'exécution et un manque de décision, ont vu leurs manœuvres se caractériser fréquemment par une indécision peu opportune, ce qui s'est traduit par des actions à la fois timorées et inabouties.
Les Britanniques et les Autrichiens renoncèrent à faire des Pays-Bas leur principal théâtre d'opérations, un tournant stratégique d'envergure, car ces régions avaient jusque-là constitué le centre de leurs campagnes dans diverses guerres européennes. La Grande-Bretagne, dans une réorientation significative de sa stratégie, choisit de privilégier l'usage de sa puissance maritime afin de porter des coups aux colonies françaises des Antilles. De leur côté, les Autrichiens orientèrent désormais leur ligne de défense principale sur le front italien. En 1799, la Grande-Bretagne tenta brièvement une invasion de la République batave, toujours sous le commandement du duc d'York, mais cette entreprise se solda rapidement par un échec. Face à la résistance, les Britanniques durent conclure la Convention d'Alkmaar et se retirer.

## Héritage
En Grande-Bretagne, l'une des associations les plus durables avec la campagne est la comptine « The Grand Old Duke of York », bien qu'elle soit attestée depuis au moins deux siècles avant la guerre. Alfred Burne mentionne une comptine pratiquement identique, intitulée « Le roi de France monta la colline », enregistrée en 1594. Il persiste encore un débat considérable sur le fait de savoir si cette comptine fait allusion à la campagne de Helder de 1799, lorsque le duc d'York dirigea une armée britannique dans les Pays-Bas.
Pour les Britanniques, les enseignements tirés de la campagne militaire ont donné lieu à une série de réformes militaires d’envergure, opérées à tous les échelons sous la conduite du duc d'York, alors commandant en chef. Ces réformes, visant à solidifier l'armement et à professionnaliser les forces, jetèrent les bases de l'armée qui, quelques années plus tard, se distinguerait dans le conflit de la guerre d'indépendance espagnole. Cette armée, plus disciplinée et plus rigoureuse, fut modelée sur les leçons durement acquises en 1794, favorisant un changement radical dans les pratiques militaires de l’époque.
Les Alliés ne sauraient saisir une telle occasion de renverser à nouveau le nouveau régime français avant 1814. Pour l'Empire des Habsbourg et l'Empire en général, la perte des Pays-Bas autrichiens engendra des conséquences durables, car la domination républicaine sur cette région exerçait une pression considérable sur l'ordre du Saint-Empire romain germanique, contribuant ainsi à son effondrement ultérieur en 1806. La maîtrise des Pays-Bas par la France permit à ses armées de s'enfoncer profondément en Allemagne dans les années suivantes, favorisant par la suite l'établissement du système continental par Napoléon. Pour la France elle-même, la victoire sur le champ de bataille renforça l'édifice fragile du gouvernement intérieur. Après cette campagne, l'armée de Sambre-et-Meuse devint la principale force offensive, tandis que l'armée du Nord fut réduite à une fonction de garnison. Parmi les commandants, Cobourg ne servirait plus jamais sur le terrain, tout comme Pichegru, discrédité et mort en prison après avoir été impliqué dans un complot contre Napoléon. Quant au duc d'York, il mena une seconde expédition en Hollande lors de la campagne du Helder en 1799, mais, après son échec, il demeura commandant en chef des Horse Guards pour le reste de sa carrière. Le prince héréditaire connut par la suite une carrière militaire tumultueuse, tant dans les armées britanniques (Helder 1799, Wight 1800), prussiennes (Iéna 1806) qu’autrichiennes (Wagram 1809), avant de devenir roi du Royaume des Pays-Bas unis en 1815. Là, une armée hollandaise reconstituée se battit sous les ordres de son fils, un autre prince d'Orange, lors de la campagne de Waterloo.
De nombreux officiers qui, par la suite, allaient se tailler une renommée éclatante, reçurent leur baptême du feu sur les champs de Flandre, parmi lesquels plusieurs maréchaux de l'empereur Napoléon : Bernadotte, Jourdan, Ney, Macdonald, Murat et Mortier. Dans l'armée autrichienne, l'archiduc Charles, après avoir pris en 1794 le commandement en remplacement du général Alvinczy, blessé, se vit confier ses premières responsabilités militaires. Parallèlement, dans l'armée hanovrienne, Scharnhorst, sous les ordres du duc d'York, participa, dès ses débuts, à des engagements qui marquèrent son entrée dans l'action militaire.
Dans l'armée britannique, les commencements les plus remarqués furent ceux d'Arthur Wellesley (le futur duc de Wellington), qui, à la fin de l'année 1794, s'enrôla au sein du 33e régiment d'infanterie et prit part à la bataille de Boxtel. Cette expérience militaire, bien que modeste à l'époque, lui servit de fondement pour ses campagnes subséquentes, plus brillantes, en Inde, ainsi que durant la guerre d'indépendance espagnole. Celles-ci, en effet, s'appuyèrent en grande partie sur les leçons qu'il tira de ses premières confrontations, et ce, dans un contexte européen troublé.
Le personnage fictif imaginé par Bernard Cornwell, Richard Sharpe, évoque dans ses mémoires que sa première expérience militaire se déroula lors de la bataille de Boxtel, en 1794.